# 도로시 윌슨

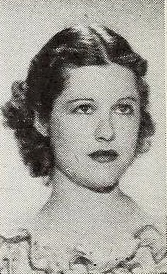

도로시 윌슨(Dorothy Wilson, 1909년 11월 14일 ~ 1998년 1월 7일)은 미국의 배우이다.
미니애폴리스에서 태어났으며 롬포크에서 사망하였다. 포리스트 론 메모리얼 파크에 매장되었다.

## 영화
- 폼페이 최후의 날 (1935년)
- 서커스의 모녀 (1935년)
- 메리 위도우 (1934년)
- 화이트 퍼레이드 (1934년)